# Caffè arabo
Il caffè arabo (in arabo قهوة عربية‎?, qahwah arabiyya) è una tipologia di caffè ottenuta dai semi di coffea arabica. Il caffè arabo viene coltivato ad un'altezza compresa tra 1000 e 2000 metri e rappresenta circa il 60-70% dell'industria del caffè nel mondo. Sebbene ciascuno dei paesi arabi del Medio Oriente adotti metodi peculiari per prepararlo, il caffè arabo è spesso speziato con il cardamomo.
Il caffè arabo è radicato nella cultura e nella tradizione araba mediorientale ed è la forma più popolare di caffè prodotta in Medio Oriente. La bevanda nacque nello Yemen e si diffuse dapprima a La Mecca (Hegiaz), in Egitto, nel Levante e poi, durante la metà del sedicesimo secolo, in Turchia e in Europa. Il caffè arabo è un patrimonio culturale immateriale degli stati arabi confermato dall'UNESCO.

## Etimologia
La parola "caffè" proviene dal termine di origine turca ottomana kahve che, a sua volta, deriva dall'arabo قَهْوَة (traslitterato qahwa, che indica contemporaneamente un caffè o un vino). Dal momento che la bevanda è considerata capace di placare la fame, si presume che la parola qahwah sia imparentata con il termine qahiya (in arabo قَهِيَ‎?, qahiya), che significa letteralmente "mancare di appetito". Va precisato che qahwah non viene usato per indicare la bacca o la pianta, che in arabo sono invece conosciute con il lemma bunn.

## Storia
Secondo le prime testimonianze credibili dedicate al caffè, che risalgono alla metà del quindicesimo secolo, i sufi dello Yemen usavano la bevanda per rimanere svegli durante le loro veglie notturne. Secondo una traduzione del manoscritto di Al-Jaziri, il caffè arabo si sarebbe diffuso dall'Arabia Felix (l'attuale Yemen) a nord, grazie alle migliaia di pellegrini arabi diretti a La Mecca, prendendo piede a Medina e, successivamente, in città più grandi come Il Cairo, Damasco, Baghdad e Costantinopoli. Nel 1511, degli imam conservatori ortodossi di La Mecca proibirono il caffè per il suo effetto stimolante. Tuttavia, questo divieto fu abrogato nel 1524 per ordine del sultano turco Solimano il Magnifico e del Gran Mufti Ebussuud Efendi, che emisero una fatwā che consentiva il consumo della bevanda. A Il Cairo fu istituito un divieto simile e, nel 1532, furono resi illegali i caffè e i magazzini contenenti chicchi di caffè.

## Preparazione
Per preparare il caffè arabo, i chicchi della pianta vengono arrostiti a temperature che variano dai 165 ai 210 °C e successivamente macinati, infusi e insaporiti con il cardamomo. La bevanda risultante non viene filtrata e zuccherata. Per compensare il suo sapore amaro, il caffè viene solitamente gustato con dolci, datteri o frutta secca. Il caffè arabo viene servito direttamente in un'apposita piccola tazza senza manici chiamata finjān. A volte viene invece versato da una brocca decorativa chiamata della.

## Tipologie

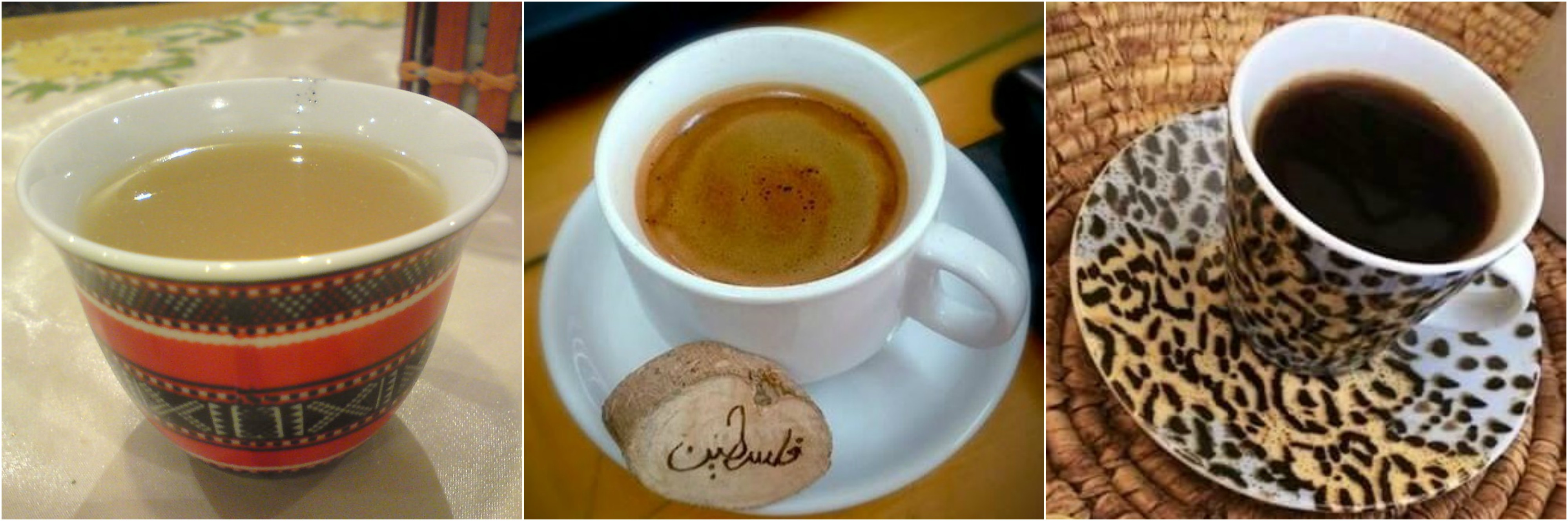
Da sinistra: caffè dorato dell'Hegiazi e del Najd, caffè palestinese, qahwah sadah

### Penisola arabica
Il caffè della penisola arabica è una specialità tipica in Najd e nell'Hegiaz. Sebbene ne esistano diverse varianti, questa bevanda si distingue in termini di sapore e amarezza da quello prodotto in Egitto e Levante e può essere insaporito con spezie fra cui zafferano (che gli conferisce un colore dorato), chiodi di garofano e cannella. A questa bevanda viene raramente aggiunto un pizzico di latte evaporato per alterarne il colore. Nell'Arabia settentrionale viene preparato un caffè noto come qahwah shamālia (letteralmente caffè del Nord), anche noto come "caffè dei beduini" in Giordania, che presenta una colorazione più scura e necessità di tempi di preparazione più lunghi. La bevanda della penisola arabica viene preparata con una speciale caffettiera chiamata dallah (in arabo دلة‎?) o, più comunemente, con la cezve (chiamata anche rikwah o kanaka) e versata in piccole tazze senza manico chiamate fenjan.

### Palestina
Tra i beduini e la maggior parte degli arabi in tutta la regione della Palestina, è noto il qahwah sadah (in arabo قهوة سادة‎?, qahwah sādah, ovvero "caffè normale") non zuccherato e dalla colorazione scura.

### Libano
Il caffè libanese ha un sapore forte e presenta una colorazione nera. Sebbene sia simile al caffè di altri paesi del Medio Oriente, esso viene preparato mescolando insieme chicchi biondi e scuri tostati. Nel Libano, la bevanda viene preparata in una caffettiera a manico lungo chiamata rakwe e versato in tazzine decorate conosciute come finjān, che ha una capacità di 60-90 ml.

## Valori nutrizionali
Una tazzina di caffè arabo non ha calorie o grassi e presenta una piccola percentuale di proteine.